# Beth Shapiro
Beth Alison Shapiro (Allentown, Pensilvania, 1976) es una bióloga estadounidense. Es profesora en el Departamento de Ecología y Biología Evolutiva en la Universidad de California en Santa Cruz. La obra de Shapiro se ha centrado en el análisis del ADN antiguo. Se le otorgó una Beca Macarthur en 2009 y una beca de la Royal Society en 2006.

## Biografía
Shapiro nació en Allentown, Pensilvania, el 14 de enero de 1976. Se crio en Rome, Georgia, donde trabajó como presentadora de noticias mientras iba a la Rome High School.
Se graduó de Rome High School con un GPA de 4.0, e ingresó a la Universidad de Georgia en 1994. Estudió chino mandarín, español, literatura en lengua inglesa, y geología, posteriormente eligiendo la ecología como su major, Se graduó con el summa cum laude en 1999, con un bachiller de letras y una  maestría en artes en ecología. Ese año se le otorgó una Beca Rhodes y después obtuvo un Ph.D. de la Universidad de Oxford por su investigación sobre la inferencia de los procesos y la historia evolutiva mediante el uso de ADN antiguo, supervisada por Alan J. Cooper.

## Trayectoria
En 2004 Shapiro fue nombrada miembro del Wellcome Trust en la Universidad de Oxford. El mismo año fue nombrada directora del Biomolecules Centre Oxford Henry Wellcome, ocupando dicho puesto hasta el 2007. En 2006 se le otorgó una beca del Royal Society: el Royal Society University Research Fellowship. Mientras trabajaba en el Biomolecules Centre, Shapiro realizó un análisis del ADN mitocondrial del dodo.
La obra de Shapiro en el tema de la ecología ha sido publicada en varias revistas científicas notables, como lo son Molecular Biology and Evolution, PLOS Biology, Science y Nature. En 2007 fue nombrada como una de las 37 innovadoras estadounidenses menores de 36 años por la revista Smithsonian.

### Obra académica
Entre sus publicaciones revisadas por pares en revistas científicas están:
- Life as We Made It: How 50,000 years of human innovation refined – and redefined – nature[23]
- Bayesian coalescent inference of past population dynamics from molecular sequences[15]
- Rise and fall of the Beringian steppe bison[18]
- Ancient DNA: Methods and Protocols[24]
- How to Clone a Mammoth: The Science of De-Extinction[3]
- Flight of the Dodo[13]
- A late Pleistocene steppe bison (Bison priscus) partial carcass from Tsiigehtchic, Northwest Territories, Canada[25]

### Reconocimientos y premios
- Miembra de la Academia Estadounidense de las Artes y las Ciencias (2023)[26]
- Emerging Explorer de National Geographic (2010)[27]
- El premio Young Alumnus de la Universidad de Georgia (2010)[28]
- Beca MacArthur (2009)[5]
- Royal Society University Research Fellowship (2006)[4]
- Beca Rhodes (1999)